# Svenstorp, Ängelholms kommun
Svenstorp är en tätort i Ängelholms kommun i Skåne län. 

## Befolkningsutveckling
| Befolkningsutvecklingen i Svenstorp 1990–2020 | Befolkningsutvecklingen i Svenstorp 1990–2020 | Befolkningsutvecklingen i Svenstorp 1990–2020 | Befolkningsutvecklingen i Svenstorp 1990–2020 | Befolkningsutvecklingen i Svenstorp 1990–2020 |
| --------------------------------------------- | --------------------------------------------- | --------------------------------------------- | --------------------------------------------- | --------------------------------------------- |
|                                               |                                               |                                               |                                               |                                               |
| År                                            |                                               |                                               | Folkmängd                                     | Areal (ha)                                    |
| 1990                                          | 1990                                          |                                               | 257                                           | 26                                            |
| 1995                                          | 1995                                          |                                               | 253                                           | 27                                            |
| 2000                                          | 2000                                          |                                               | 250                                           | 23                                            |
| 2005                                          | 2005                                          |                                               | 238                                           | 23                                            |
| 2010                                          | 2010                                          |                                               | 239                                           | 24                                            |
| 2015                                          | 2015                                          |                                               | 252                                           | 37                                            |
| 2020                                          | 2020                                          |                                               | 254                                           | 37                                            |
| Anm.: Ny tätort 1990                          |                                               |                                               |                                               |                                               |

## Samhället
Bebyggelsen består av fristående villor samt radhus och tvåfamiljshus.

## Kommunikationer
Regionbusslinjen 507 förbinder Svenstorp med Ängelholm via Munka-Ljungby.